# Hunajn
Hunajn (arab. هنين; fr. Honaïne)  – jedna z 53 gmin w prowincji Tilimsan, w Algierii, znajdująca się w północnej części prowincji, około 46 km na  północny zachód od Tilimsan. W 2008 roku gminę zamieszkiwało 5408 osób. Numer statystyczny gminy w Office National des Statistiques d'Algérie to 1344.